# Музей истории подводных сил России имени А. И. Маринеско
Музей истории подводных сил России им. А. И. Маринеско — государственное бюджетное учреждение культуры. Назван в честь советского подводника Александра Ивановича Маринеско. Единственный государственный музей, посвящённый истории подводных сил в составе Российского императорского флота, ВМФ СССР, ВМФ России.

## Предыстория
В 1980-е годы в Ленинграде существовал музей «Действия подводных лодок типа „С“ на Балтике в 1941—1945 гг.» имени А. И. Маринеско, который располагался в доме № 24 по Литейному проспекту. Музей размещался в переоборудованной квартире на третьем этаже дома с окнами во двор. В нем были выставлены подлинные экспонаты, связанные с С-13, проводились частые экскурсии, в которых принимали участие в том числе ветераны — члены экипажа С-13. Курировала музей учитель пения школы № 189 Елена Павловна Ждан. Ею же была организована группа юных следопытов «Поиск». «Поисковцы» занимались исследованием истории подводной войны на Балтике в 1941—1945 гг., разыскивали членов экипажей подлодок, ухаживали за могилами подводников и собирали исторические материалы, образовавшие основу коллекции школьного музея: документы, фотографии, личные вещи. Музей наладил связи с Объединённым советом ветеранов-подводников ВМФ, которым руководил контр-адмирал Ю. С. Руссин, совершивший за годы Великой Отечественной войны 13 боевых походов и командовавший подлодкой М-90 в двух из них. Постепенно школьный музей стал местом встреч ветеранов-подводников. После распада СССР музей был расформирован, коллекция позже была передана в созданный в 1997 году Музей подводных сил России имени А. И. Маринеско, где составила часть экспозиции.

## История музея
Создан в 1997 году распоряжением губернатора Санкт-Петербурга В. А. Яковлева № 400-р от 07.05.97 и распоряжением Комитета по управлению городским имуществом Администрации Санкт-Петербурга № 751-р от 17.07.97. Торжественное открытие музея состоялось 27 октября 1997 года.
Музей занимает часть первого этажа многоэтажного жилого дома по адресу: Кондратьевский проспект, дом 83, корпус 1. Расположение музея в частности объясняется близостью Богословского кладбища, на котором похоронен А. И. Маринеско и другие подводники. Кроме того, в относительной близости от музея, на Большом Сампсониевском проспекте находится завод «Мезон», на котором с 1953 г. работал Маринеско. У проходной завода «Мезон» установлен бюст А. И. Маринеско.
В 1998 году рядом с музеем была установлена рубка подводной лодки Б-107 проекта 641. В 2007 году в музее был проведён ремонт, в результате которого в одну из стен зала был вмонтирован переборочный люк с атомной подлодки К-385 (проект 667Б).
Заместителем директора музея был Герой Российской Федерации капитан 1-го ранга в отставке Аркадий Петрович Ефанов (1953—2018)

## Экспозиция
Фонды музея содержат около 13500 экспонатов, из которых больше половины в силу нехватки пространства находятся в запасниках. Музейная экспозиция сосредоточена на истории подводного флота Российской Империи, СССР, России, и охватывает период истории от первых проектов подводных лодок (Никонова, Шильдера, Александровского) до современных атомных субмарин. Подводные силы других стран в виде исключения представлены единичными экспонатами.
В музее представлены личные вещи, документы и фотографии подводников, большое количество подробных моделей подводных лодок, подлинное оборудование, использовавшееся ранее на подводных лодках, торпедное вооружение, подлинные элементы экипировки и обмундирования подводников, средства защиты, регенерации воздуха и многое другое. Периодически в музее проходят выставки, приуроченные к датам из жизни российского флота, встречи ветеранов-подводников. Музеем издаётся бюллетень «Вестник подплава».
Постоянная экспозиция размещена в трёх основных залах, фойе и на открытой площадке около музея. Первый зал музея разделён декоративными переборками на пять помещений, что придаёт залу схожесть с подводной лодкой. Экспозиция посвящена, в основном, истории подводных сил Российской Империи. Во втором зале представлены боевые посты подводной лодки проекта 671. Основная тема — атомный подводный флот СССР. Третий зал — лекционный, его экспозиция посвящена современной истории подводных сил России.
- Открытая площадка музея
- Наружная экспозиция музея на углу Кондратьевского проспекта и Герасимовской улицы
- Рубка подводной лодки Б-107 проекта 641, в строю в 1965-1995 годах
- Минный защитник МЗ-26 конструкции П. П. Киткина образца 1926 года
- 45-мм универсальное орудие 21-КМ, 1940-е
- Якорная мина образца 1908/39 года
- Противодесантная мина типа ПДМ
- Торпеда калибра 533 мм типа САЭТ-50М, 1950-е
- Донная мина МДТ, 1950-е
- Торпеда калибра 400 мм типа СЭТ-40, 1960-е
- Реактивно-всплывающая мина РМ-2, 1960-е
- Якоря

## Партнёры
Музей сотрудничает с различными предприятиями и организациями, в числе которых: ЦНИИ «Электроприбор», АО «Авангард», ЗАО «Завод МЕЗОН», ЦНИИ «Гидроприбор», Санкт-Петербургское морское бюро машиностроения «Малахит», Центральное конструкторское бюро морской техники «Рубин» , ФГУП «Адмиралтейские верфи», ПО «Севмаш», ФГУП «Звёздочка», Центральный военно-морской музей.